# Comando Militar del Norte
El Comando Militar del Norte (en portugués Comando Militar do Norte, CMN) es un comando regional del Ejército Brasileño con sede en Belém.
Su jurisdicción geográfica comprende los estados de Amapá, Pará, Maranhão y Amazonas.

## Historia
Por decreto presidencial n.º 8053 de 2013 se creó el Comando Militar del Norte, que asumió el mando sobre la 8.ª Región Militar, hasta entonces dependiente del Comando Militar de la Amazonia. Su creación respondió a la necesidad de aliviar las funciones del Comando de la Amazonia, el cual transfirió cuatro estados del este de la región amazónica para la formación del nuevo comando.

## Organización
La estructura orgánica del Comando Militar del Norte es la que sigue:
- Comando Militar del Norte.
  - 8.ª Región Militar.
  - 22.ª Brigada de Infantería de Selva.
  - 23.ª Brigada de Infantería de Selva.
  - Base de Apoyo de Administración de Apoyo del Comando Militar del Norte.
  - 15.ª Compañía de Policía de Ejército.
  - 8.ª Compañía de Inteligencia.